# Rodrigo de Vivero y Velasco
Rodrigo de Vivero (ur. 1564, zm. 1636) – żeglarz i pamiętnikarz hiszpański. 
Rodrigo de Vivero y Velasco pochodził z Laredo w Hiszpanii. W latach od 15 czerwca 1608 do kwietnia 1609 roku był gubernatorem Filipin. Wskutek katastrofy statku u brzegów Japonii odwiedził ten kraj i pozostawił relacje o nim.